# 머스코기족

머스코기국의 기

머스코기족(Muscogee) 또는 크리크족(Creek)은 미국 남동부에 살고 있었던 인디언 부족이다. '머스코기'(또는 '머스코지')(Muscogee/Muskogee)라는 이름은 그들 스스로 부르는 지칭인 Mvskoke에서 유래했다.
현재 머스코기 사람들은 오클라호마, 앨라배마, 조지아, 그리고 플로리다에 살고 있다. 그들의 언어인 머스코기어(크리크어)는 머스코기어족에서 갈라진 말이다. 세미놀은 머스코기와 가까운 친족이다. 머스코기족은 문명화된 다섯 부족 중 하나이다.

## 역사

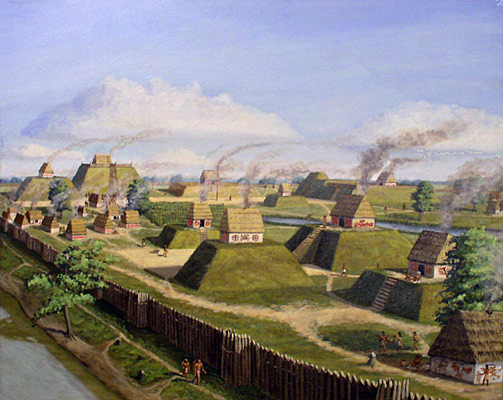
유럽인들이 도래하기 전에 미국을 살지웠던 것은 미국 원주민 축대 건축물이 있는 미시시피 문화였다.

약 12,000년 전 미국 원주민 또는 고대 인디언들이 오늘 날 미국 남부로 부르는 곳에 등장했다. 남동부의 고대 인디언들은 플라이스토세 이후 멸종하게 되는 거대동물을 포함하여 다양한 동물을 수렵하고, 채집생활을 하는 사람들이었다. 기원전 1,000년에서 기원후 1,000년까지는 도기를 만들고, 소규모의 동농업단지와 같은 원예를 일구었다.
미시시피 문화가 일어나 메소아메리카의 옥수수와 콩의 경작은 인구증가로 이어졌다. 인구 증가는 도시 중심가와 대규모장원을 형성하게 되었고, 그것들 중 가장 뛰어난 것은 현재의 일리노이 주에 있는 카호키아로 알려진 거주지였다. 계급화된 사회가 발전하였고, 상속이 되는 종교적, 정치적 계층이 생겨나 미국의 중서부, 동부를 800년에서 1500년대까지 지배하였다.
초기 역사 속의 머스코기는 아마도 오늘날의 테네시와 조지아, 앨라배마를 흐르는 테네시 강을 따라 이러한 축대 건축물을 쌓았던 미시시피 문명의 후손일 것이다. 조지아 남부의 유티나히카와 관련도 연관지을 수 있다. 당시는 스페인이 멕시코 만을 해안에서 내륙으로 최초의 약탈을 자행하였다. 미시시피 문명의 많은 정치적 건축물들은 이미 쇠퇴기에 접어들거나, 폐기되고 있었다. 이 지역은 쿠사 강의 쿠사 성읍과 같이 완전하게 자치를 이뤄 마을별, 부족별로 산재되어 있는 적절한 규모의 성읍도시의 집합체로 가장 잘 설명할 수 있는 곳이다. 1513년 4월 2일 시작된 스페인인의 도래로 접할 수 있었던 주안 폰세 데 레온의 플로리다 정착과 후기 미시시피 문화였다.

### 스페인의 도래(1540–1543)

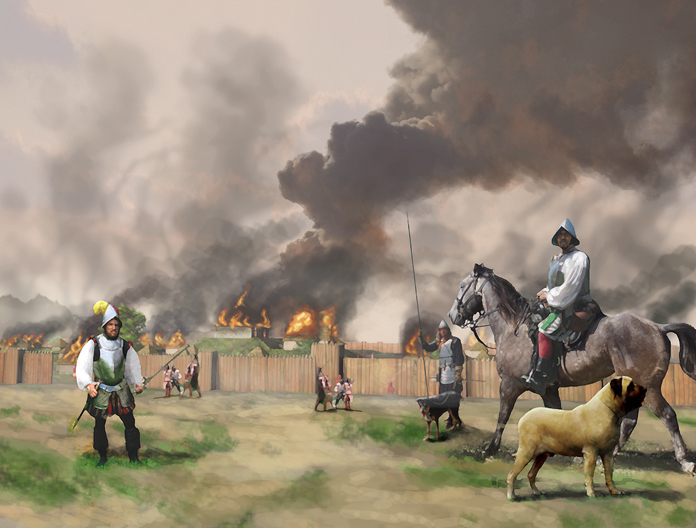
1540년 투스카루사와 그의 부족들에게 급습을 받은 후 에르난도 데 소토와 그의 방사들이 마빌라를 불태우고 있다., Herb Roe.

운이 나빴던 나르바에즈 탐사에서 난파를 당해 살아 남은 케베사 데 바카가 스페인으로 돌아간 후에, 에르난도 데 소토의 법정에서 신세계가 "세계에서 가장 부유한 나라"라고 설명을 한다. 에르난도 데 소토는 탐험가이자 정복자로 북미 대륙의 내륙을 최초로 탐사를 하게 되는 인물이다. 그는 "부"를 확신했으며, 케베사 데 바카가 탐사에 같이 가주기를 바랬지만, 케바사는 보수 문제로 그의 제안을 거절했다. 1540–1543년에 데소토는 현재의 플로리다와 조지아를 탐사했고, 그리고 하류로 내려와 앨라배마와 미시시피를 탐사했다. 그 지역은 이후 머스코기 부족이 거주하게 될 곳이었다.
데소토는 당시로는 가장 우수한 장비를 보유하고 있었다. 그의 군사적 성공은 스페인에서 널리 알려져 있었고, 그는 신세계에서 부를 원하는 열망을 가지고 참여한 다양한 배경의 많은 사람들을 뽑을 수 있었다. 데소토의 잔인함이 토종 인디언들에게 널리 퍼지자, 그들은 자신들의 영토를 방어할 것을 결정한다. 《마빌라 전투》는 데 소토의 모험에서 전환점이 되었다. 그 전투에서 스페인 작전의 후미를 깨트렸고, 탐사대는 완전히 회복되지 못한다.

### 머스코기 연합의 대두
데소토의 탐사와 함께 유럽인들과 의해 퍼진 전염병은 토종 인디언들에게는 치명적인 높은 사망률을 가져오게 된다. 역사학자들은 그 전염병이 인구감소와 미시시피 문화의 붕괴에 큰 기여를 했다고 믿고 있다. 생존자와 후손들은 다시 뭉치게 되었고, 머스코기 연합이 대두되었으며, 그 연합은 같은 무스코기어를 사용하는 사람들끼리의 느슨한 동맹이었다.
무스코기계 부족들은 여러 서로 연관된 무스코기 제어의 언어를 말하며 오늘날의 테네시, 조지아, 앨라배마에서 강 계곡을 따라 자치 마을을 이루고 살고 있었다. 오늘날 조지아주에서는 힛치티 어가 가장 많고, 백인 개척민들이 가장 먼저 발견한 것도 그 말을 하는 사람들이었지만, 그 언어는 이제 사멸해있다.
무스코기 어는 채터후치에서부터 앨라배마까지 말해지던 것이었다. 코아사티(코우샤타)와 알리바무는 앨라배마 상류 분지와 테네시 강 일부에서 말해지던 것이었다. 무스코기는 유치, 코아사티, 앨라배마, 쿠사, 투스키키, 카우웨타, 쿠세타, 체하우(치아하), 힛치티, 터카밧치, 오아크푸스키, 그리고 많은 다른 종족으로 구성된 부족 연맹이었다.

## 같이 보기
- 문명화된 다섯 부족